# Echeveria calycosa
Echeveria calycosa är en fetbladsväxtart som beskrevs av Reid Venable Moran. Echeveria calycosa ingår i släktet Echeveria och familjen fetbladsväxter. Inga underarter finns listade i Catalogue of Life.